# Chondroscaphe
Chondroscaphe es un género con 14 especies de orquídeas epífitas.

## Descripción
Son pequeñas orquídeas de hábitos epífitas que precisan de gran humedad tropical,  se encuentran en las selvas tropicales de Colombia, Ecuador, Perú y Costa Rica y se caracterizan por los flecos en el labelo.

## Etimología
El nombre del género Chondroscaphe proviene del griego chondros (cartílago) y skaphe (pelvis), por la forma del labelo.

## Especies
- Chondroscaphe amabilis (Schltr.) Senghas & G.Gerlach, Schlechter Orchideen 1/B(27): 1658 (1993)
- Chondroscaphe atrilinguis Dressler, Orquideologia 22: 16 (2001)
- Chondroscaphe bicolor (Rolfe) Dressler, Orquideologia 22: 22 (2001)
- Chondroscaphe chestertonii (Rchb.f.) Senghas & G.Gerlach, Schlechter Orchideen 1/B (27): 1657 (1993)
- Chondroscaphe dabeibaensis P.A.Harding, Orquideologia 25: 165 (2008)
- Chondroscaphe eburnea (Dressler) Dressler, Orquideologia 22: 22 (2001)
- Chondroscaphe embreei (Dodson & Neudecker) Rungius, Orchidee (Hamburg), Suppl. 3: 16 (1996)
- Chondroscaphe escobariana (Dodson & Neudecker) Rungius, Orchidee (Hamburg), Suppl. 3: 16 (1996)
- Chondroscaphe flaveola (Linden & Rchb.f.) Senghas & G.Gerlach, Schlechter Orchideen 1/B (27): 1656 (1993)  - Especie tipo
- Chondroscaphe gentryi (Dodson & Neudecker) Rungius, Orchidee (Hamburg), Suppl. 3: 16 (1996)
- Chondroscaphe merana (Dodson & Neudecker) Dressler, Orquideologia 22: 22 (2001)
- Chondroscaphe plicata (D.E.Benn. & Christenson) Dressler, Orquideologia 22: 22 (2001)
- Chondroscaphe venezuelana Pupulin & Dressler, Orchid Digest 73: 47 (2009)
- Chondroscaphe yamilethae Pupulin, Vanishing Beauty, Native Costa Rican Orchids 1: 111 (2005)